# Desley Ubbink
Desley Peter Cornelius Ubbink (Roosendaal, 15 giugno 1993) è un calciatore olandese, centrocampista del Bihor Oradea.